# Vela nos Jogos Olímpicos de Verão de 1928
As competições da vela nos Jogos Olímpicos de Verão de 1928 foram disputadas entre os dias 2 e 9 de agosto em Meulan-en-Yvelines e entre 21 e 26 de julho Golfo de Zuiderzê, nos Países Baixos. O programa de 1928 consistia num total de três classes (disciplinas) de vela. Para cada uma das classes do evento foram agendadas uma fase eliminatória, semifinais e finais.

## Local
O comitê organizador do evento de vela foi o Koninklijk Verbond Nederlandsche Watersport Vereniging. O porto olímpico Six Harbor ficava na costa norte do Y, em frente à estação ferroviária Amsterdam Centraal. Os barcos estavam atracados no chamado 'kinderkamer' do porto. Isso resultou que todos os iates concorrentes tiveram que passar pelas eclusas de Oranje para entrar no Buiten Y e Zuiderzee.
As seguintes áreas de percurso foram usadas durante as regatas olímpicas de 1928:

## Participantes

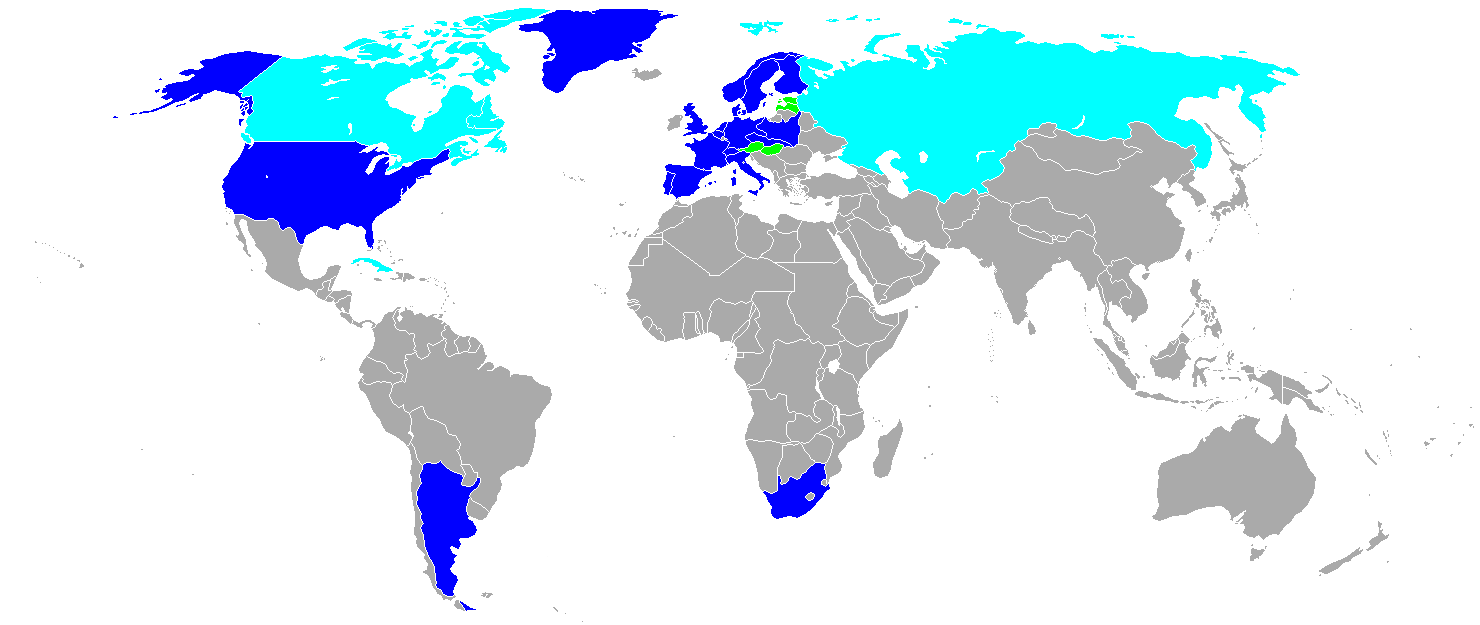
Países participantes da vela nos Jogos Olímpicos de 1928.
Países que participaram pela primeira vez.
Países que já participaram em outras edições.
Países que participaram em outras edições mas não participaram em 1924.

Foi permitido apenas um barco por país por classe:
- ARG Argentina
- AUT Áustria
- BEL Bélgica
- DEN Dinamarca
- ESP Espanha
- EST Estônia
- FIN Finlândia
- FRA França
- GBR Grã-Bretanha
- GER Alemanha
- HUN Hungria
- ITA Itália
- LAT Letônia
- MON Mônaco
- NED Países Baixos
- NOR Noruega
- POL Polônia
- POR Portugal
- RSA África do Sul
- SUI Suíça
- SWE Suécia
- TCH Checoslováquia
- USA Estados Unidos

## Calendário
| ● | Competições desportivas | ● | Finais |

| Data                      | Julho  | Julho  | Julho  | Julho  | Julho  | Julho  | Agosto | Agosto | Agosto | Agosto | Agosto | Agosto          | Agosto | Agosto | Agosto | Agosto | Agosto | Agosto |
| Data                      | 26 Qui | 27 Sex | 28 Sáb | 29 Dom | 30 Seg | 31 Ter | 1 Qua  | 2 Qui  | 3 Sex  | 4 Sáb  | 5 Dom  | 6 Seg           | 7 Ter  | 8 Qua  | 9 Qui  | 10 Sex | 11 Sáb | 12 Dom |
| ------------------------- | ------ | ------ | ------ | ------ | ------ | ------ | ------ | ------ | ------ | ------ | ------ | --------------- | ------ | ------ | ------ | ------ | ------ | ------ |
| Vela                      |        |        |        |        |        |        |        | ●      | ●      | ●      | ●      | Dia de descanso | ●      | ●      | ●      |        |        |        |
| Total de medalhas de ouro |        |        |        |        |        |        |        |        |        |        |        |                 |        | 1      | 2      |        |        |        |

## Eventos
| Classe        | Tipo     | Local    | N.º de equipes | Primeira exibição |
| ------------- | -------- | -------- | -------------- | ----------------- |
| Dinghy 12 pés | bote     | IJmeer   | 17             | 1920              |
| 6 Metre       | keelboat | Zuiderzê | 9              | 1908              |
| 8 Metre       | keelboat | Zuiderzê | 6              | 1908              |

## Medalhistas
| Evento              | Ouro | Prata | Bronze                                                                                            |
| ------------------- | --- | --- | ------------------------------------------------------------------------------------------------- |
| Dinghy 12' detalhes | Sven Thorell SWE Suécia                                                                                   | Henrik Robert NOR Noruega | Bertil Broman FIN Finlândia                                                                       |
| 6 Metre detalhes    | Johan Anker Erik Anker Håkon Bryhn Olavo V NOR Noruega                                                    | Vilhelm Vett Aage Høy-Petersen Niels Otto Møller Peter Schlütter DEN Dinamarca                                                         | Nikolai Vekšin Andreas Faehlmann Georg Faehlmann Eberhard Vogdt William von Wirén EST Estônia     |
| 8 Metre detalhes    | Donatien Bouché André Derrien Virginie Hériot André Lesauvage Jean Lesieur Carl de la Sablière FRA França | Johannes van Hoolwerff Lambertus Doedes Hendrik Kersken Cornelis van Staveren Gerard de Vries Lentsch Maarten de Wit NED Países Baixos | Clarence Hammar Tore Holm Carl Sandblom John Sandblom Philip Sandblom Wilhelm Törsleff SWE Suécia |

## Quadro de medalhas
| Ordem | País              | Medalha de ouro | Medalha de prata | Medalha de bronze |   | Ordem por total |
| ----- | ----------------- | --------------- | ---------------- | ----------------- | - | --------------- |
| 1     | NOR Noruega       | 1               | 1                |                   | 2 | 1               |
| 2     | SWE Suécia        | 1               |                  | 1                 | 2 | 1               |
| 3     | FRA França        | 1               |                  |                   | 1 | 2               |
| 4     | DEN Dinamarca     |                 | 1                |                   | 1 | 2               |
| 4     | NED Países Baixos |                 | 1                |                   | 1 | 2               |
| 6     | EST Estônia       |                 |                  | 1                 | 1 | 2               |
| 6     | FIN Finlândia     |                 |                  | 1                 | 1 | 2               |
| TOTAL | TOTAL             | 3               | 3                | 3                 | 9 | —               |